# 194 (število)
194 (stó štíriiindévetdeset) je naravno število, za katerega velja 194 = 193 + 1 = 195 - 1.
Sestavljeno število
Deveto število Markova
Ne obstaja noben takšen cel x, da bi veljala enačba φ(x) = 194.